# Valley of the Ten Peaks

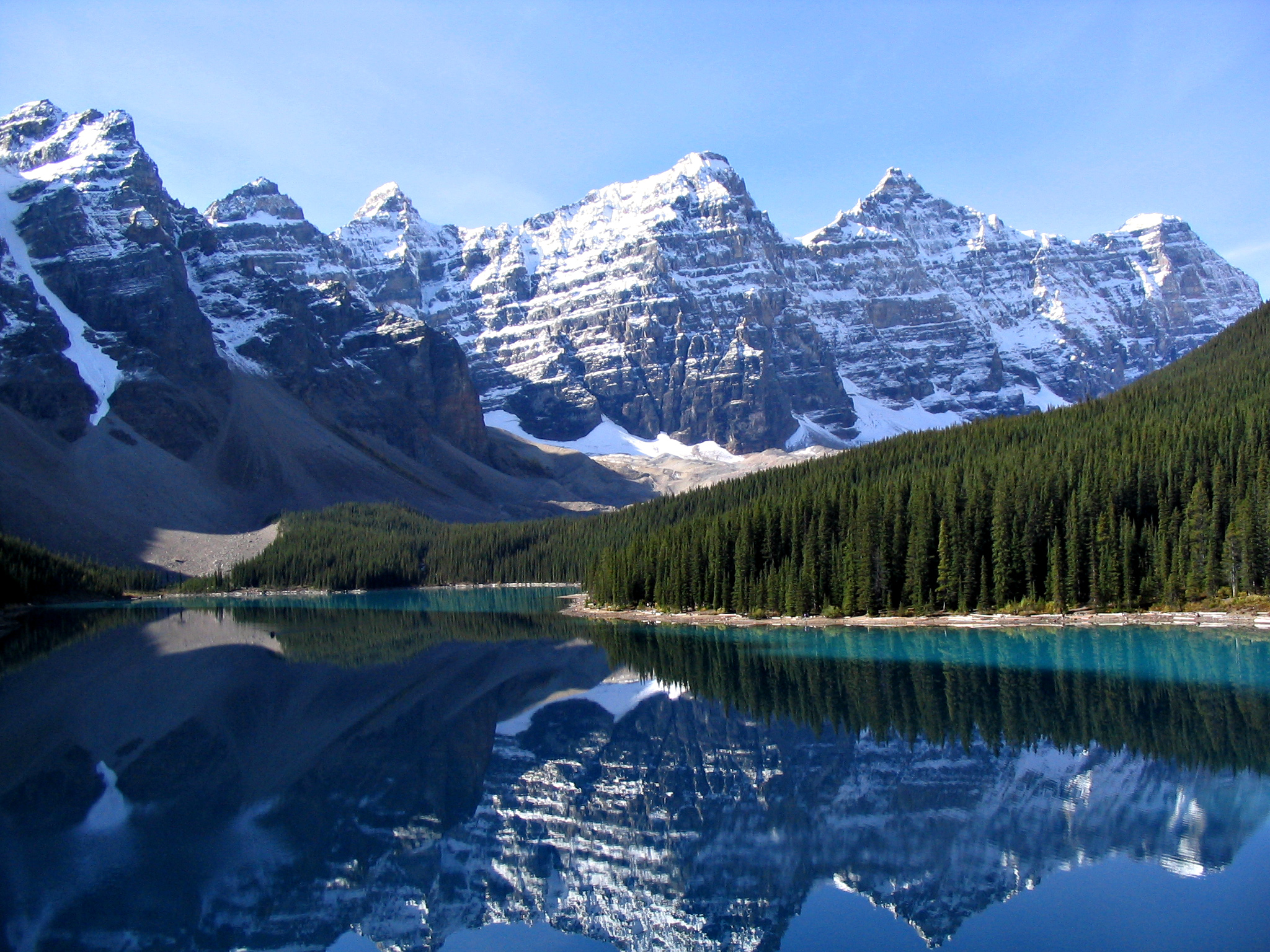
Jezioro Moraine wraz z niektórymi spośród Dziesięciu Szczytów

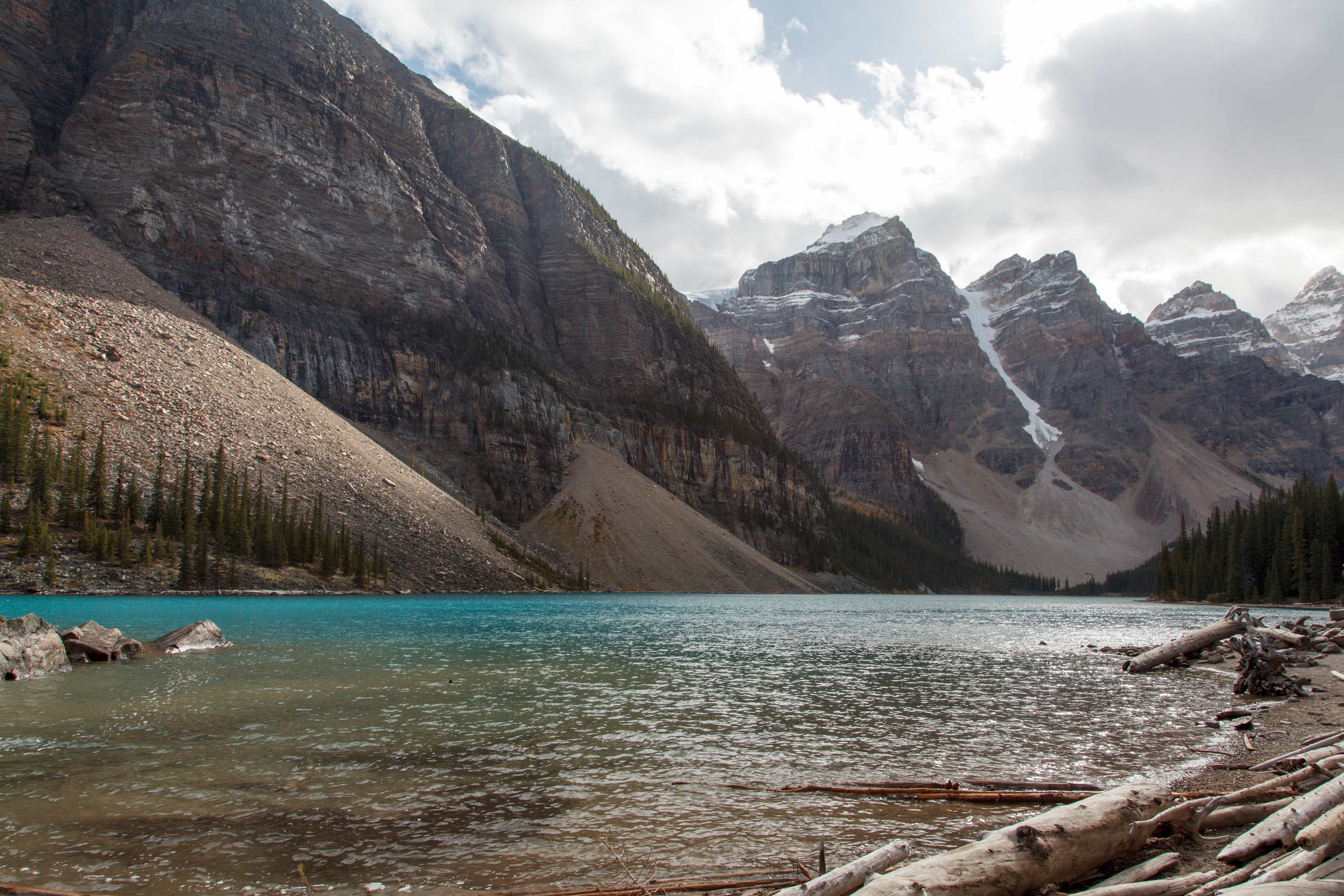
Jezioro Moraine i zbocza otaczających je gór

Valley of the Ten Peaks (z ang. Dolina Dziecięciu Szczytów, fr. Vallée des Dix Pics) – dolina w Canadian Rockies w kanadyjskiej prowincji Alberta. Znajduje się na terenie Parku Narodowego Banff. W dolinie znajduje się jezioro Moraine.
Nazwa doliny, nadana przez podróżnika Samuela Allena, bierze się od dziesięciu szczytów górujących nad doliną. Ich nazwy również zostały nadane przez Allena. Początkowo stanowiły one po prostu kolejne liczebniki z języka Indian Nakoda, którzy byli przewodnikami w wyprawie, w której uczestniczył podróżnik. Od tamtej pory siedem spośród dziesięciu nazw zostało zmienionych.

## Szczyty wokół doliny
| Numer | Nazwa              | Nazwa oryginalna | Wysokość (m n.p.m.) |
| ----- | ------------------ | ---------------- | ------------------- |
| 1     | Mount Fay          | Heejee           | 3 235               |
| 2     | Mount Little       | Num              | 3 140               |
| 3     | Mount Bowlen       | Yamnee           | 3 072               |
| 4     | Tonsa              | Tonsa            | 3 057               |
| 5     | Mount Perren       | Sapta            | 3 051               |
| 6     | Mount Allen        | Shappee          | 3 310               |
| 7     | Mount Tuzo         | Sagowa           | 3 246               |
| 8     | Deltaform Mountain | Saknowa          | 3 424               |
| 9     | Neptuak Mountain   | Neptuak          | 3 233               |
| 10    | Wenkchemna Peak    | Wenkchemna       | 3 170               |

Przedmiotem dociekań jest brak na tej liście (stworzonej oryginalnie przez Allena) Mount Hungabee, która jest również wyraźnie widoczna z doliny, jednocześnie będąc wyższą od Wenkchemna Peak.